# Arthraxon meeboldii
Arthraxon meeboldii är en gräsart som beskrevs av Otto Stapf. Arthraxon meeboldii ingår i släktet Arthraxon och familjen gräs. Inga underarter finns listade i Catalogue of Life.